# ایلیچ رامیرز سانچز
ایلیچ رامیرز سانچز (اسپانیایی: Ilich Ramírez Sánchez‎؛ زاده ۱۲ اکتبر ۱۹۴۹ در ونزوئلا) معروف به کارلوس شُغال، سرباز جنگی و «انقلابی حرفه‌ای» مارکسیست است. وی ده‌ها عملیات از جمله گروگان‌گیری وزیران نفت کشورهای عضو اوپک در اجلاس اوپک در وین، اقدام برای ترور محمدرضا شاه پهلوی و چندین مورد بمب‌گذاری در مکان‌های عمومی در پاریس و لندن را ترتیب داد. همچنین از فعالیت‌های او به ترور رئیس سازمان سیا و حمله به کاخ دادگستری آمریکا و ده‌ها انفجار در خاک اسراییل و انفجار ساختمان پنتاگون می‌توان اشاره کرد.

## آغاز زندگی
کارلوس در سال ۱۹۴۹ در شهر میشلانا در ایالت تاچیرا در غرب ونزوئلا به دنیا آمد. پدر وی یک مارکسیست معتقد بود و او را (مانند نام پدری لنین) ایلیچ نامید. دو برادر کوچکترش هم ولادیمیر و لنین نام دارند. مادر او در محافل اشرافی، شخصی شناخته شده بود. او در ناز و نعمت بزرگ شد.

## تحصیل
او که در دانشگاه پاتریس لومومبا در مسکو درس می‌خواند (پس از فروپاشی اتحاد جماهیر شوروی نام این دانشگاه به دانشگاه دوستی ملل روسیه تغییر کرد) به دلیل بی‌انضباطی و نمره‌های پایین از این دانشگاه اخراج شد.

## فعالیت سیاسی
وی در نوجوانی به سازمان جوانان حزب کمونیست ملی ونزوئلا پیوست. در سال ۱۹۶۶ به همراه پدرش در کنفرانس سه قاره (اجلاس افتتاحیهٔ سازمان همبستگی با مردم آفریقا، آسیا و آمریکای لاتین) در هاوانا شرکت کرد و تابستان آن سال را در اردوگاه ماتانزاس؛ مدرسهٔ آموزش جنگ چریکی در نزدیکی هاوانا، گذراند.
در اوایل دههٔ ۱۹۷۰ میلادی به سازمان آزادی‌بخش فلسطین پیوست.

### هواپیماربایی
در دی ماه ۱۳۵۳ او دو بار سعی کرد هواپیماهای اسرائیلی شرکت ال عال را در فرودگاه اورلی پاریس هدف قرار دهد که در هر دو بار ناکام ماند.

### کمک به ارتش سرخ ژاپن
در سال ۱۹۷۴ ارتش سرخ ژاپن (یک گروه مسلح کمونیستی) به سفارت فرانسه در لاهه حمله کرد و سفیر فرانسه و عده‌ای از کارکنان سفارت را گروگان گرفت. آن‌ها خواستار آزادی یکی از افراد خود از زندان در فرانسه بودند. آن‌ها در نهایت اجازه پیدا کردند که با هواپیما به سوریه بروند و در قبال آزادی یکی از اعضای خود، همهٔ گروگان‌ها را آزاد کردند. گفته می‌شود کارلوس در این عملیات نقش داشته است.

### حملهٔ نارنجکی
در سال ۱۹۷۴ او با نارنجک به یک فروشگاه در پاریس حمله کرد که در پی آن ۲ نفر کشته و ۳۲ نفر زخمی شدند. در مارس ۲۰۱۷ او به خاطر این حمله، برای سومین بار در یک دادگاه فرانسوی به حبس ابد محکوم شد.

### اجلاس وزرای نفت اوپک
شهرت اصلی کارلوس به‌خاطر حمله به مقر اوپک در سال ۱۳۵۴ خورشیدی (۱۹۷۵ میلادی) است. وی به همراه سه چپ‌گرای آلمانی و انیس نقاش و یک زن در صبح روز ۳۰ آذر سال ۱۳۵۴ به شکل خدمتکار به محل اجلاس در وین نفوذ کردند. آن‌ها در میان جلسهٔ وزیران نفت، وارد سالن اجلاس شدند و ابتدا با اسلحه، مقامات را تهدید کردند و سپس در سالن مواد منفجره کار گذاشتند. آن‌ها بیش از ۶۰ نفر را به گروگان گرفتند و دیپلمات‌ها را به سه دستهٔ دوست، بی‌طرف و دشمن تقسیم کردند که دوستان شامل الجزایر، عراق و لیبی، گروه بی‌طرف: نیجریه، کویت، اکوادور، ونزوئلا، گابن و دشمنان شامل ایران، عربستان سعودی، امارات متحدهٔ عربی و قطر بودند.
کارلوس از دولت اتریش درخواست هواپیما کرد تا گروگان‌ها را به هر جا خواست ببرد و از این کشور خواست بیانیه‌ای دربارهٔ آرمان فلسطین هر دو ساعت از رادیو و تلویزیون اتریش پخش کند و گرنه ابتدا زکی یمانی و جمشید آموزگار را خواهد کشت و بعد سالن را منفجر خواهد کرد.
مقامات پس از چند ساعات مذاکرهٔ بی‌حاصل به خواستهٔ گروگان‌گیران تن دادند و تروریست‌ها به همراه دریافت بین پنج تا پنجاه میلیون دلار آمریکا همراه با گروگان‌هایشان با اتوبوس به سمت فرودگاه و سپس با هواپیما به سمت الجزایر حرکت کردند. آن‌ها در الجزایر برخی گروگان‌های عرب را آزاد کردند و به سوی لیبی حرکت کردند. اما در لیبی هواپیمایی جهت حرکت به سمت عراق در اختیارشان قرار نگرفت و به ناچار پس از این‌که نتوانستند در تونس فرود بیایند مجدداً به الجزایر بازگشتند. تأثیر این حادثه چنان بود که اوپک تا ۲۵ سال اجلاسی در این حد و اندازه برگزار نکرد.
گزارش‌های زیادی وجود دارد که معمر قذافی سلاح و بودجهٔ این عملیات را تأمین کرده بود.
گفته می‌شود آن‌ها قصد داشتند آموزگار و یمانی را بکشند اما پس از این‌که به آنان اطمینان داده شد در صورت انجام این کار همهٔ گروگان‌گیران کشته خواهند شد، با دریافت پانزده میلیون پوند باج همهٔ گروگان‌ها را آزاد کردند و خودشان هم گریختند.

### سایر عملیات در اروپا
وی بعد از دستگیری دو همرزمش در فرانسه که یکی از آن‌ها ماگدالنا کو دوست دخترش بود، دست به اقداماتی زد که مقامات فرانسه از آن‌ها به عنوان یک جنگ خصوصی یاد می‌کنند و در واقع مجموعه‌ای از حملات تروریستی در شهرهای مختلف فرانسه بود. از جمله این حملات که در سال‌ها ۱۹۸۲ و ۱۹۸۳ انجام شد. انفجار دو قطار در فرانسه و چند مورد بمب‌گذاری، از جمله مقابل دفتر سه روزنامه و دفتر مرکزی رادیو فرانسه، و حملات نارنجکی در اماکن عمومی پاریس و مارسی را می‌توان نام برد. این حملات در مجموع، یازده کشته و ۱۵۰ مجروح به جای گذاشت.

### ترور نافرجام محمدرضا شاه پهلوی
محمدرضا پهلوی، شاه سابق ایران، در تاریخ ۲۰ خرداد ۱۳۵۸ وارد مکزیک شد. یک هفته بعد صادق خلخالی اعلام کرد: من حکم اعدام شاه را صادر کرده‌ام و به فدائیان اسلام گفته‌ام که شاه را در هر کجا که باشد به سزای عمل خود برسانند و انتقام ملت ایران را از این خائن و مفسد فی الارض بگیرند.
وی در چهارم تیر ماه اعلام کرد که «کارلوس تروریست مرموز بین‌المللی در هماهنگی عملیات مربوط به ترور شاه سابق ایران شرکت دارد و عناصر ساندنیست و رزمندگان ناسیونالیست آمریکای لاتین نیز در این عملیات شرکت دارند و برای انجام این عملیات ۱۴۰ هزار دلار جایزه تعیین شده است.» دو روز بعد از این مصاحبه چند بالگرد به اقامتگاه محمدرضا پهلوی حمله کردند و او را از فاصلهٔ چند متری زیر رگبار گلوله گرفتند. محافظان پس از چند لحظه رو به بالگردها آتش گشودند و آن‌ها را فراری دادند. در این حادثه به کسی آسیب نرسید.

## لقب شغال
لقب شغال از سوی رسانه‌ها به او داده شده بود. این لقب از کتاب معروف فردریک فورسایت، روز شغال (۱۹۷۱) با موضوع ترور نافرجام شارل دو گل گرفته شده بود. در سال ۱۹۷۳ از این کتاب فیلم معروفی هم به همین نام ساخته شد.

## دستگیری و محاکمه
کارلوس شغال سال‌ها در لیست بزرگ‌ترین فراریان تحت تعقیب در جهان قرار داشت. وی در ۱۹۹۳ در خارطوم پایتخت کشور آفریقایی سودان قربانی معامله سران آن کشور شد و درحالی که برای عمل جراحی در بی‌هوشی کامل به سر می‌برد، از روی تخت اتاق عمل بیمارستان ربوده شد و با غل و زنجیر بسته و با هواپیما به فرانسه منتقل شد. دادگاه محاکمه او در سال ۱۹۹۷ یکی از جنجالی‌ترین دادگاه‌های اواخر قرن بیستم بود. دادگاه او در سکوت کامل رسانه‌های خبری فرانسه برگزار شد. او دادگاه خود را «مزخرف و چرند» خواند و گفت مقامات فرانسه حق ندارند از او بازجویی و او را محاکمه کنند زیرا او را به صورت غیرقانونی در سودان دستگیر و به فرانسه منتقل کرده‌اند. او مدعی شد: «آن‌ها مرا به گروگان گرفتند».
هنگامی که در دادگاه پاریس محاکمه می‌شد مشت خود را به علامت وحدت گره کرد و به سوی تماشاگران حاضر در دادگاه بازگشت… کارلوس در آخرین دفاع خود گفت:
من یک انقلابی هستم و تا پایان عمر خود یک انقلابی خواهم ماند؛ و هر مبارزه‌ای که کردم برای خودم نبود بلکه برای نجات مردم تحت ستم و علیه زورگویان و استثمارگران و به منظور تضعیف آن‌ها بوده است… مبارزهٔ من یک مبارزهٔ سیاسی بوده. مبارزه‌ای که با هدف خدمت به محرومان صورت می‌گرفت؛ بنابراین یک زندانی سیاسی هستم و برای عقیده‌ام محاکمه می‌شوم… من عاشق انقلاب برای تأمین سعادت مردم هستم. من عاشق تأمین عدالت برای مردم تحت ستم هستم و برای عقیده‌ام محاکمه می‌شوم.

کارلوس هنگام خروج از دادگاه شعار زنده باد انقلاب سر داد و گفت: 
با قرار دادن جسم من در زندان فکر مرا نمی‌توانند در بند بکشند…
کارلوس در این دادگاه به جرم قتل دو پلیس و یک شهروند عادی در سال ۱۹۷۵ به حبس ابد محکوم شد. وی بار دیگر در سال ۲۰۱۱ برای عملیات زنجیره‌ای خود در سال‌های ۱۹۸۲ و ۱۹۸۳ خود در فرانسه محاکمه شد و این بار هم به اتهام قتل ۱۱ نفر و مجروح کردن بیش از ۱۵۰ نفر به حبس ابد محکوم شد. دادگاه کارلوس چند ماه پس از سرنگونی معمر قذافی و قتل وی در لیبی برگزار می‌شد. کارلوس در جریان سخنرانی ۵ ساعتهٔ خود در دادگاه متنی را قرائت کرد که مدعی بود «وصیت‌نامه» قذافی است و او را بزرگ‌ترین انقلابی دنیا توصیف کرد. وی سخنان خود را با شعار «زنده‌باد انقلاب، الله اکبر» تمام کرد که توسط حدود ۱۵ نفر از هوادارانش در سالن دادگاه تکرار شد.

## اظهار نظرها

### بمب‌گذاری‌های ۲۰۰۵ لندن
کارلوس طی یک مصاحبه در زندان، گروه‌های تروریستی عامل حوادث لندن را محکوم و آنان را به دلیل اعمال خشونت علیه مردم عادی جامعه سرزنش کرد.

### القاعده
وی در مورد سازمان القاعده گفت: «آن‌ها حرفه‌ای نیستند و درست برنامه‌ریزی و سازماندهی نشده‌اند. آن‌ها حتی بلد نیستند به درستی مواد منفجره بسازند.»

### حمایت از حملات ۱۱ سپتامبر
در سال ۲۰۰۵ در مصاحبه‌ای رادیویی از زندان، با ابراز خرسندی از حملات ۱۱ سپتامبر به تمسخر آمریکا پرداخت.

### عقاید
او خود را مبارزی خونسرد می‌خواند. هیچ اتهام تروریستی را قبول ندارد. دشمن اسرائیل و دوست فلسطین است. معتقد است که قربانیان عملیات او در موقع نامناسب در جای نامناسب بوده‌اند.

## در ایران
در سال ۱۳۹۱ در پی شکایت رسمی ایران به فیلم آرگو، با وکالت ایزابل کوتان-پر، همسر و وکیل کارلوس نام او برای بار دیگر در ایران به زبان آمد.

## اظهارنظرها در مورد وی

### هوگو چاوز
در سال ۱۳۸۸ هوگو چاوز رئیس‌جمهور وقت ونزوئلا در یک سخنرانی در جمع سیاستمداران سوسیالیست سراسر جهان وی را یک مبارز انقلابی دانست و او را «وارث برحق مقدس‌ترین نبردها… نبرد در راه خلق و عدالت اجتماعی» توصیف کرد.

### انیس نقاش
انیس نقاش معتقد است: 
فکر می‌کنم دولت سودان قربانی (عملیات فریب‌کارانه) رسانه‌های بین‌المللی شد که کارلوس را یک شخص ماجراجو یا مزدور معرفی کردند، در حالی که کارلوس چنین آدمی نبود. کارلوس یک مبارز واقعی بود… کارلوس بسیار شجاع بود و خودش را در دل آتش می‌انداخت. آدم مزدور چنین کاری نمی‌کند، شجاعتش ناشی از اعتقادش بود.